# 樺沢和佳奈
樺沢 和佳奈（かばさわ わかな、 1999年3月24日 - ）は、日本の女性陸上競技選手。長距離走。

## 略歴

### 中学・高校時代
前橋市立富士見中学校時代は全国中学校駅伝大会で2年次、３年次とも1区を走り同校は２年連続優勝を果たした。
常磐高等学校時代は１年次から全国高校駅伝に出場。１学年上の岡本春美とともに活躍し、１年次に３区を区間２位でチームは3位。2年次に2区を区間2位でチーム2位と上位進出に貢献。3年次はエース区間の1区を走るも和田有菜 (長野東)、田中希実 (西脇工)、加世田梨花 (成田)らに遅れをとり区間9位。チームは10位と入賞を逃した。3年次の7月にはポーランドのブィドゴシュチュで開催されたU20世界陸上競技選手権大会 3000メートル競走に出場し、20位。

### 大学時代
慶應義塾大学総合政策学部に進学。同学は陸上長距離の強豪校ではなかったが、日本学生陸上競技対校選手権大会 (日本インカレ) では3年次の1500mで7位、4年次は1500mと5000mで3位と上位入賞した。全日本大学女子選抜駅伝競走大会 (富士山女子駅伝) では大学での出場はなかったが全日本チームで選抜され、2年次には３区で区間賞を獲得した。地元群馬県で2020年東京オリンピックの聖火ランナーを務めた。

### 社会人時代
資生堂に入社。2年後に三井住友海上に移籍。2023年12月 第107回日本陸上競技選手権大会10000mで5位。タイムは自己ベストの31分45秒19。2024年2月 全日本実業団ハーフマラソンで1時間10分13秒で優勝し、この活躍により三井住友海上は団体でも優勝。同年6月 第107回日本陸上競技選手権大会5000mで9位。
同年7月8日、2024年パリオリンピックに派遣する陸上女子5000m日本代表選手に内定されたことが発表された。8月2日 スタッド・ド・フランスで行われた2024年パリオリンピックの陸上競技女子5000m予選に田中希実、山本有真とともに出場。15分50秒86のタイムで2組19着となり決勝進出はならなかった。

## 主な記録
| 年     | 大会                           | 種目           | 順位    | 備考             |
| ------ | ------------------------------ | -------------- | ------- | ---------------- |
| 2012年 | 全国中学校駅伝大会             | 1区            | 区間6位 | 富士見中優勝     |
| 2013年 | 全国中学校駅伝大会             | 1区            | 区間5位 | 富士見中優勝     |
| 2014年 | 全国高校駅伝女子               | 3区            | 区間2位 | 常磐高3位        |
| 2015年 | 全国高校駅伝女子               | 2区            | 区間2位 | 常磐高2位        |
| 2016年 | U20世界陸上                    | 3000m          | 20位    |                  |
|        | 全国高校駅伝女子               | 1区            | 区間9位 | 常磐高10位       |
| 2017年 | 都道府県対抗女子駅伝           | 2区            | 区間4位 | 群馬県13位       |
| 2018年 | 富士山女子駅伝                 | 3区            | 区間賞  | 全日本選抜4位    |
| 2019年 | 日本インカレ                   | 1500m          | 7位     |                  |
|        | 富士山女子駅伝                 | 3区            | 区間4位 | 全日本選抜3位    |
| 2020年 | 日本インカレ                   | 1500m          | 3位     |                  |
|        | 日本インカレ                   | 5000m          | 3位     |                  |
| 2023年 | クイーンズ駅伝                 | 1区            | 区間3位 | 三井住友海上9位  |
|        | 第107回日本陸上競技選手権大会  | 10000m         | 5位     |                  |
| 2024年 | 全日本実業団ハーフマラソン     | ハーフマラソン | 優勝    | 三井住友海上優勝 |
|        | 金栗記念選抜中・長距離熊本大会 | 5000m          | 4位     |                  |
|        | 織田幹雄記念国際陸上競技大会   | 5000m          | 2位     |                  |
|        | 第108回日本陸上競技選手権大会  | 5000m          | 9位     |                  |
|        | パリオリンピック               | 5000m          | 2組19着 |                  |